# 元史紀事本末
《元史紀事本末》，是明朝陳邦瞻用紀事本末體編撰的，記載元朝歷史的史書，記述起自1280年，終至1368年，共4卷、27列目。
在陳邦瞻之前，明代修《元史》，僅八月而成書，潦草殊甚。之後商輅等撰《續綱目》，不能旁徵博采，於元代史事亦多不詳。元史紀事本末的取材亦不出上書二書，故成就不如同為陳邦瞻所著之《宋史紀事本末》。
《元史紀事本末》按時間編排，從《江南群盜之平》到《諸帥之爭》，但將蒙古立國到南宋被滅的部分收錄於《宋史紀事本末》，明朝亡元過程，以及北元歷史也是之為明朝歷史不予收錄，是以一代興廢之大綱，皆沒而不著。對韓林兒之死，多有隱晦。不過其對元代制度記載頗為明晰。其他治亂之跡，亦尚能撮舉大概，攬其指要。固未嘗不可以資考鏡也。

## 外部連結
- 元史紀事本末- 中國哲學書電子化計劃 （页面存档备份，存于）